# Café de la Paix

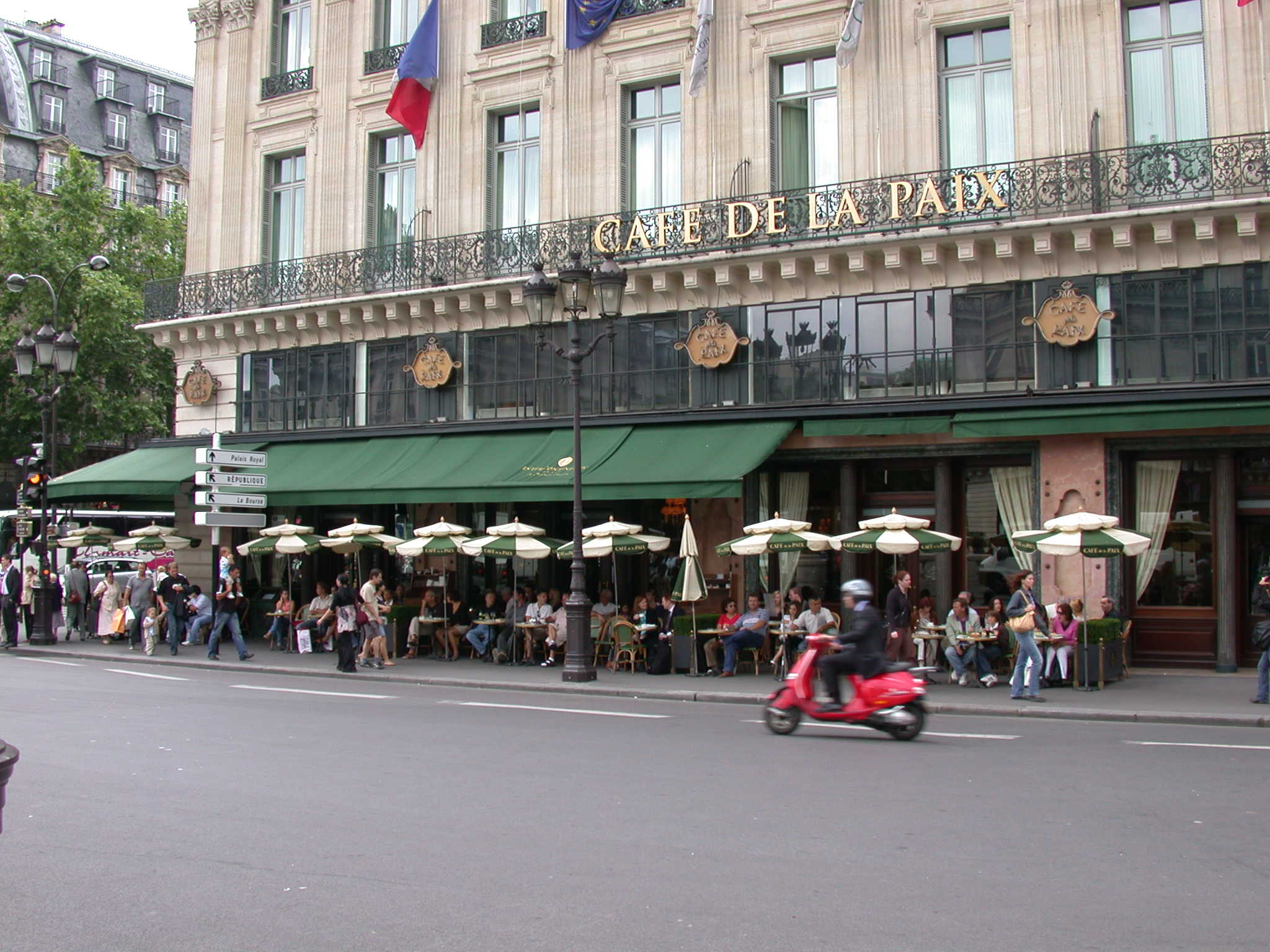
Café de la Paix, París.

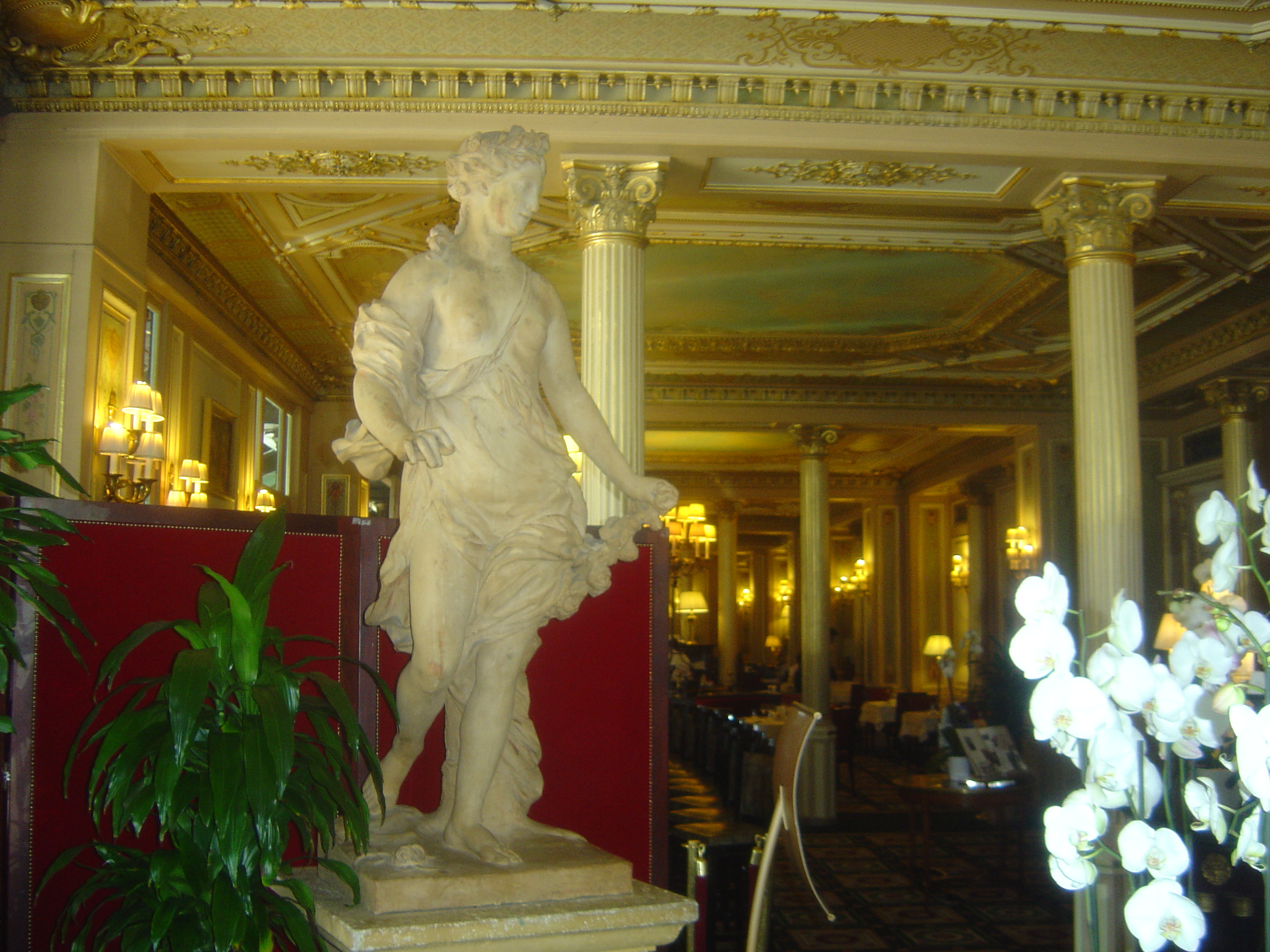
Interior del café.

El café de la Paix (pronunciación en francés: /kafe də la pɛ/) es un famoso café y restaurante situado en el IX Distrito de París, en el cruce del Bulevar de las Capuchinas y la Plaza de la Ópera. Es obra del arquitecto Charles Rohaut de Fleury, que es también el autor del Grand-Hôtel de la Paix, del que este café formaba parte. 

## Historia
El Café de la Paix fue inaugurado el 30 de junio de 1862. Su proximidad con la Ópera atrajo a muchos clientes famosos como Piotr Ilich Chaikovski, Jules Massenet, Victor Hugo, Émile Zola y Guy de Maupassant.
En la Belle Époque, entre los clientes del café figuran Sergei Diaghilev, y el Príncipe de Gales y futuro rey del Reino Unido , Eduardo VII.
El 22 de agosto de 1975, fue declarado monumento histórico por el gobierno francés.

## Estilo arquitectónico
Fue construido en el estilo Napoleón III